# Pat Rehn
Pour les articles homonymes, voir Rehn.
Pat Rehn, né en 1965, est un homme politique canadien, membre du Parti conservateur uni. 
En 2020, il siège à l'Assemblée législative de l'Alberta en tant que député du parti conservateur uni pour la circonscription du Petit lac des Esclaves,

## Biographie
À la fin décembre 2020, il s'est rendu au Xplor Park à Playa del Carmen au Mexique, ce que des médias canadiens ont critiqué, puisqu'il a préféré ne pas respecter les recommandations sanitaires des gouvernements du Canada et de l'Alberta.